# Autopista de la Isla de la Juventud

La Autopista de la Isla de la Juventud, también conocida como Autopista Gerona-La Fe, es una autopista cubana que conecta Nueva Gerona con Santa Fe (también llamada La Fe), los dos principales asentamientos de la Isla de la Juventud. Presenta una longitud de 20 km, siendo la más corta de Cuba.

## Ruta
La autopista es de doble vía con 4 carriles y tiene algunas intersecciones con carreteras rurales. Comienza al sur de Nueva Gerona, desde la carretera provincial llamada "Carretera a Siguanea", entre el centro de la ciudad y el Reparto José Martí. Tras 1 km, la vía se interseca con el cinturón del este y, tras otro km, hay una salida que conecta la autopista con el Aeropuerto Rafael Cabrera, a 2 km de distancia. 
Las otras salidas a lo largo de la ruta son, en muchos casos, lejos de las poblaciones, como la que conecta con La Demajagua (20 km oeste). La vía termina al noroeste de Santa Fe, donde se divide en un par de carreteras provinciales: una atraviesa el poblado, la otra se acerca al suburbio del oeste.
| AUTOPISTA DE LA ISLA DE LA JUVENTUD (Autopista Gerona-La Fe)                |      |                     |       |
| Salida                                                                      | ↓km↓ | Provincia           | Notas |
| Nueva Gerona José Martí ( road to the ferries to Surgidero, Cuban mainland) | 0.0  | Isla de la Juventud |       |
| Nueva Gerona Circunvalación (Universidad - Presidio Modelo)                 | 1.3  | Isla de la Juventud |       |
| Nueva Gerona Aeropuerto                                                     | 2.2  | Isla de la Juventud |       |
| La Demajagua-Atanagildo (Presa Vietnam Heroico)                             | 8.2  | Isla de la Juventud |       |
| Mal País                                                                    | 10.7 | Isla de la Juventud |       |
| La Victoria-Patricio Lumumba                                                | 14.1 | Isla de la Juventud |       |
| Santa Fe (La Fe)                                                            | 15.1 | Isla de la Juventud |       |